# Nadia Al-Sakkaf
Nadia Al-Sakkaf (em árabe: نادية عبد العزيز السقاف; nascida em 8 de março de 1977) é uma ex -ministra e política do Iêmen, no Médio Oriente. Ela foi editora-chefe do Yemen Times de 2005 a 2014, antes de se tornar a primeira ministra da Informação do Iêmen. Ela fugiu do Iêmen em 2015 após o golpe e, atualmente, é pesquisadora independente em política, mídia, desenvolvimento e estudos de gênero, no Reino Unido. Em 2011, Nadia Al-Sakkaf deu uma palestra popular no TED intitulada "Veja o Iêmen através dos meus olhos", que teve mais de 3 milhões de visualizações.

## Infância e educação
Nadia Al-Sakkaf nasceu em 8 de março de 1977, filho de Aziza e Abdulaziz Al-Saqqaf. Seu pai era professor de economia na Universidade de Sana'a, fundador da Organização Árabe para os Direitos Humanos e fundou o Yemen Times em 1990. Ela tem dois irmãos e uma irmã.
Nadia Al-Sakkaf é bacharel em engenharia em ciência da computação pelo Birla Institute of Technology, na Índia, mestre em ciência em gerenciamento de sistemas de informação pela Universidade de Stirling, no Reino Unido, e Doutora em ciência política pela Universidade de Reading, na Inglaterra. Ela era estudante membro da Anistia Internacional.

## Carreira
Nadia Al-Sakkaf trabalhou como analista de sistemas no Centro de Especialistas Árabes para Consultoria e Sistemas. Em julho de 2000, ela ingressou como tradutora e repórter no Yemen Times, o primeiro jornal independente em inglês do país (que foi fundado por seu pai em 1991). Ele morreu em 1999, após ser atropelado por um carro, embora Nadia Al-Sakkaf e seu irmão acreditem que ele foi assassinado por se opor ao regime do presidente Ali Abdullah Saleh. Ela se tornou editora assistente em setembro de 2000.
Nadia Al-Sakkaf trabalhou no programa humanitário da Oxfam, em 2003. Em março de 2005, ela se tornou editora-chefe do Yemen Times. Em 2011, durante a Primavera Árabe no Iêmen, Nadia Al-Sakkaf e sua equipe participaram de protestos exigindo a renúncia de Saleh e desempenharam um papel significativo ao relatar a Revolução Iemenita para o resto do mundo. Nadia Al-Sakkaf é membro do Sindicato dos Jornalistas do Iêmen e do Sindicato dos Jornalistas Internacionais. Ela é uma defensora dos direitos das mulheres, recrutando com sucesso jornalistas do sexo feminino para trazer um equilíbrio de gênero à equipe do jornal e publicando artigos sobre mutilação genital feminina (MGF).
Em 2012, ela lançou a Radio Yemen Times, estação FM que foi a primeira plataforma pública gratuita de expressão do Iêmen, transmitindo dez horas por dia como uma alternativa à mídia monopolizada pelo estado. Em 2014, ela lançou a Rádio Lana, a primeira rádio comunitária no sul do Iêmen.
Nadia Al-Sakkaf foi nomeada Ministra da Informação do primeiro-ministro Khalid Bahah, em 2014. Em 20 de janeiro de 2015, quando os combatentes Houthi invadiram a capital e assumiram o controle de todos os meios de comunicação, Nadia Al-Sakkaf foi ao Twitter para relatar o golpe. Mais tarde, ela disse: "Eu me senti mais como uma repórter do que como uma ministra da informação. Não fiquei com medo na hora, mas fiquei depois, quando percebi as implicações. Meu nome estava em toda parte. Eu tinha mais de 20.000 seguidores no Twitter em um dia." Em maio de 2015, Nadia Al-Sakkaf vivia exilada em Riad, capital da Arábia Saudita, como membro do governo iemenita reconhecido internacionalmente, buscando restaurar o poder do presidente Abdrabbuh Mansur Hadi.
Nadia Al-Sakkaf é diretora do Fórum Yemen 21, uma ONG de desenvolvimento com sede em Saná, no Iémen.
Em 2020, ela é co-fundadora do Movimento de Reconciliação Nacional, uma iniciativa iemenita pela paz, e em 2021 ela co-fundou a Connecting Yemen, uma organização que defende o acesso igualitário e acessível à Internet no Iêmen.  Ela atua como vice-presidente do Comitê Nacional responsável pelo Monitoramento da Implementação dos resultados da Conferência de Diálogo Nacional.
Nadia Al-Sakkaf publicou nas áreas de política, mídia e desenvolvimento. Ela também publicou uma coleção de livros sobre as experiências de mulheres iemenitas como candidatas eleitorais, disponível em árabe e inglês. Seu TED Talk "Yemen através dos meus olhos" é um dos vídeos mais conhecidos no Iêmen, pois foi traduzido para 34 idiomas e teve mais de meio milhão de visualizações.

## Prêmios e honras
2006 - Primeira a receber o Prêmio Gebran Tueni, em 2006, concedido pela Associação Mundial de Jornais e Editores de Notícias e pelo Jornal An-Nahar, em Beirute, capital do Líbano.
2006 - Prêmio Free Media Pioneers do International Press Institute, em Viena, capital da Áustria, em nome do Yemen Times.
2013 - Prêmio Oslo Business for Peace, um prêmio escolhido pelos vencedores dos Prêmios Nobel de Economia e Paz e concedido a líderes do setor privado que "demonstraram mudanças transformadoras e positivas por meio de práticas comerciais éticas".
2013 - BBC "100 mulheres que mudaram o mundo".
2015 - Ilustres Jovens Líderes Globais pelo Fórum Econômico Mundial.

## Publicações
- Al-Sakkaf, Nadia (outubro de 2012). «Yemen's Women and the Quest for Change: Political Participation after the Arab Revolution» (PDF). Friedrich Ebert Stiftung

## Vida pessoal
Nadia Al-Sakkaf é casada com um jordaniano e eles têm dois filhos.